# Protizität
Der Begriff Protizität (engl. proticity) bezeichnet in der Chemie die Fähigkeit bzw. Tendenz einer Substanz oder chemischen Gruppe, ein Proton abzuspalten oder einer chemischen Bindung zur Verfügung zu stellen. Der Begriff wird in der Chemie so gut wie nicht verwendet.
In der Biochemie und Biophysik wurde der Begriff von Nobelpreisträger Peter D. Mitchell als zu dem Begriff Elektrizität analoge Wortbildung eingeführt, um hervorzuheben, dass der Fluss von Protonen durch eine Biomembran Arbeit in Form von Stoffwechselprozessen verrichten kann.
Protizität, im Gegensatz zu dem engl. Gegenstück proticity, wird nur gelegentlich in der  Fachliteratur verwendet.